# Triángulo de Hosoya
Triángulo de Hosoya (originalmente Triángulo de Fibonacci; A058071) es una disposición triangular (como el triángulo de Pascal)  basada en los Números de Fibonacci. Cada número es la suma de los dos números que se encuentran encima de él en la diagonal izquierda o en la diagonal derecha. Fue descubierto por el matemático japonés Haruo Hosoya en 1969 y desde entonces ha sido objeto de numerosas investigaciones y aplicaciones en la química y la teoría de grafos.

Diagrama de las doce primeras filas del triángulo de Hosoya

## Nombre
El nombre "triángulo de Fibonacci" también se ha utilizado para triángulos compuestos de números de Fibonacci, números relacionados o triángulos con lados de Fibonacci y área integral, por lo tanto, es un término ambiguo.

## Recurrencia
Los números en este triángulo obedecen las relaciones de recurrencia
{\displaystyle H(0,0)=H(1,0)=H(1,1)=H(2,1)=1}
y
{\displaystyle {\begin{aligned}H(n,j)&=H(n-1,j)+H(n-2,j)\\&=H(n-1,j-1)+H(n-2,j-2).\end{aligned}}}

La sucesión de Hosoya {H(r, k) | k ≥ 1} se define recursivamente de la siguiente manera:
- H(1, 1) = H(2, 1) = H(2, 2) = H(3, 2) = 1
- H(r, k)  = H(r-1, k) + H(r-2, k)
- H(r, k)  = H(r-1, k-1) + H(r-2, k-2)

El triángulo de Hosoya toma la siguiente forma basándose en la anterior definición:
                       H(1, 1)
                H(2, 1)    H(2, 2)
          H(3, 1)    H(3, 2)    H(3, 3)
     H(4; 1)    H(4; 2)    H(4, 3)    H(4, 4)
H(5, 1)    H(5, 2)    H(5, 3)    H(5, 4)    H(5, 5)

Se puede apreciar que {\displaystyle H(r,1)=H(r-1,1)+H(r-2,1)} donde {\displaystyle H(1,1)=1=F_{1}} y {\displaystyle H(2,1)=1=F_{2}} concluyendo que {\displaystyle H(r,1)=F_{r}} indicando los elementos en la primera posición de la r-ésima fila del triángulo de Hosoya.

## Relación con los números de Fibonacci
Las entradas en el triángulo satisfacen la identidad:
{\displaystyle H(n,i)=F(i+1)\cdot F(n-i+1)}
Por lo tanto, las dos diagonales exteriores son los números de Fibonacci, mientras que los números en la línea vertical del medio son los cuadrados de los números de Fibonacci. Todos los demás números en el triángulo son el producto de dos números de Fibonacci distintos y mayores que 1. La suma de los elementos de la fila son los números de Fibonacci convolucionados.

La famosa serie de números de Fibonacci comienza con 1 y 1, en la que cada número es la suma de los dos números anteriores. La secuencia continúa indefinidamente: 1, 1, 2, 3, 5, 8, 13, 21 y así sucesivamente (1 + 1 = 2; 2 + 1 = 3; 3 + 2 = 5...) hasta converger a un número constante llamado "phi" (φ) también conocido como la proporción áurea.
La definición recursiva del n-ésimo número de Fibonacci tiene la siguiente forma:
- {\displaystyle F_{0}=0,F_{1}=F_{1}}                        relación inicial.

- {\displaystyle F_{n}=F_{n-1}+F_{n-2}} {\displaystyle n\geq 2}      relación de recurrencia.

Esta sucesión está estrechamente relacionada con los números de Lucas cuya secuencia tiene la forma 2, 1, 3, 4, 7, 11...
Su definición es la siguiente:
- {\displaystyle L_{0}=2,L_{1}=1}                          relación inicial.
- {\displaystyle L_{n}=L_{n-1}+L_{n-2}} {\displaystyle n\geq 2}      relación de recurrencia.

Se puede plantear una fórmula para la suma de los n primeros números de la sucesión de Fibonacci con la cual se obtiene un patrón como:
- {\displaystyle F_{1}=1=2-1=F_{3}-1}
- {\displaystyle F_{1}+F_{2}=2=3-1=F_{4}-1}
- {\displaystyle F_{1}+F_{2}+F_{3}=4=5-1=F_{5}-1}
- {\displaystyle F_{1}+F_{2}+F_{3}+F_{4}=7=8-1=F_{6}-1}
- {\displaystyle F_{1}+F_{2}+F_{3}+F_{4}+F_{5}=12=13-1=F_{7}-1}

Puede apreciarse que tanto la diagonal izquierda como la derecha del triángulo de Hosoya cumple con el anterior patrón. En el caso de la suma de los cinco primeros números de dicha diagonal se obtiene 12 y, según el patrón, dicho valor coincide con el séptimo número de la misma diagonal restando una unidad siendo cierto.

## Teoría de grafos
El Triángulo de Hosoya es una herramienta importante en la teoría de grafos, ya que permite obtener información sobre la estructura y las propiedades de los grafos. Es una matriz triangular infinita donde el elemento en la i-ésima fila y j-ésima columna representa el número de caminos de Hosoya de longitud i entre dos vértices de grado j en un grafo dado.
En el empleo del triángulo de Hosoya a la teoría de grafos destacan:
- Conteo de caminos: El Triángulo de Hosoya se utiliza para contar el número de caminos de longitud k entre dos vértices a y b sumando los elementos de la fila k en el Triángulo de Hosoya correspondiente al grafo G.
- Cálculo del polinomio característico: El Triángulo de Hosoya se utiliza para calcular el polinomio característico de un grafo de manera eficiente.
- Clasificación de grafos: El Triángulo de Hosoya se utiliza para clasificar los grafos en función de sus propiedades estructurales.